# Srebrne Tarcze
Srebrne Tarcze (Argyraspidzi, stgr. Ἀργυράσπιδες Argyraspides, od ἂργυρος – srebro i ὰσπίς – tarcza) – elitarna formacja piechoty w armii Aleksandra Wielkiego, a następnie u syryjskich Seleucydów. 
Rekrutowani byli na ogół z synów arystokracji rodowej – według Polibiusza byli to „mężowie wybrani z całego państwa”. Korpus ich miał liczyć 10 tysięcy żołnierzy.
Walczyli w szyku falangi na wzór macedońskich pedzetajrów, choć wykonywali też zadania typowe dla hypaspistów (szturmy na strategiczne pozycje czy mury miejskie). Posiadali pełne uzbrojenie hoplickie. Sporne jest, czy ich tarcza była wykonana ze srebra, czy tylko nim okuta bądź posrebrzana (w późniejszych armiach władców hellenistycznych takie oddziały określano też mianem Złote Tarcze (Chrysaspidzi) lub Brązowe Tarcze (Chalkospidzi).
Korpus Srebrnych Tarcz miał powstać w trakcie kampanii Aleksandra Wielkiego w Indiach. Podczas wojen diadochów w jego skład wchodzili weterani Aleksandra osiedlonych w Azji. Mimo niewątpliwych walorów bojowych, lojalność ich nie zawsze była niekwestionowana. W roku 316 p.n.e. podczas bitwy pod Gabiene, porzucili oni Eumenesa z Kardii na rzecz Antygona I Jednookiego, by piętnaście lat później podczas bitwy pod Ipsos również przejść na stronę koalicji Kassandra, Lizymacha i Seleukosa I Nikatora.
Odtąd Srebrne Tarcze pozostały tylko w państwie Seleucydów, gdzie stanowili gwardię królewską, a zarazem najbardziej elitarny oddział piechoty. Istnieje przypuszczenie, że tak nazywano tam hypaspistów, których wydzielony oddział stanowił pieszą gwardię królewską, określoną przez Poliajnosa (Podstępy wojenne VIII, 50) jako basilike doryphoria.
Opisując paradę wojsk Antiocha IV pod Dafne Polibiusz mógł do nich nawiązywać wspominając, że „na przedzie szło pięć tysięcy ludzi w sile wieku, w uzbrojeniu na sposób rzymski, w pancerzach łańcuszkowych”. Najprawdopodobniej uczestniczyli we wszystkich ważniejszych bitwach prowadzonych przez królów tej dynastii, dowodząc swej istotnej wartości bojowej. Przykładem jest bitwa pod Magnezją, gdy pozostałości falangi Antiocha III formując czworoboki, zaciekle walczyły z Rzymianami.